# Landkreis Sternberg (Mähren)

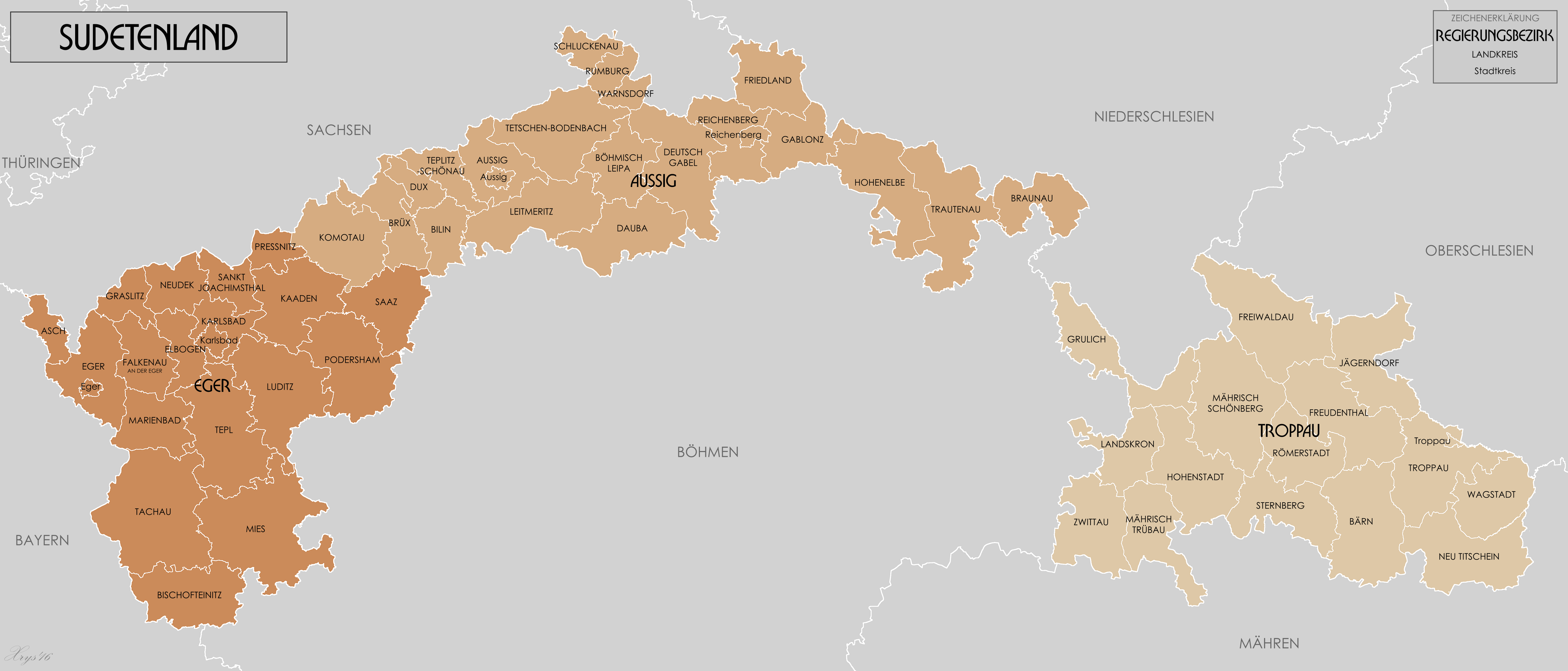
Verwaltungskarte des Reichsgaus Sudetenland

Der deutsche Landkreis Sternberg bestand in der Zeit zwischen 1938 und 1945. Er umfasste am 1. Januar 1945 zwei Städte und 57 weitere Gemeinden.
Das Gebiet des Landkreises Sternberg hatte am 1. Dezember 1930 48.148 Einwohner, am 17. Mai 1939 waren es 46.695 Einwohner und am 22. Mai 1947 29.761 Einwohner.

## Verwaltungsgeschichte

### Tschechoslowakei / Deutsche Besatzung
Vor dem Münchner Abkommen vom 29. September 1938 gehörte der politische Bezirk Šternberk zur Tschechoslowakei.
In der Zeit vom 1. bis 10. Oktober 1938 besetzten deutsche Truppen das überwiegend deutschsprachige Sudetenland. Der politische Bezirk Šternberk trug wieder die ursprüngliche deutsch-österreichische Bezeichnung Sternberg. Er umfasste die Gerichtsbezirke Mährisch-Neustadt und Sternberg, jeweils bis zur neuen Reichsgrenze. Seit dem 20. November 1938 führte der politische Bezirk Sternberg die Bezeichnung „Landkreis“. Er unterstand bis zu diesem Tage dem Oberbefehlshaber des Heeres, Generaloberst Walther von Brauchitsch, als Militärverwaltungschef.
Zum einverleibten Gebiet gehörte auch eine tschechische Sprachinsel bei Mährisch Neustadt mit den Dörfern Šumvald, Troubelice, Pískov, Lipinka und Lazce.

### Deutsches Reich
Am 21. November wurde das Gebiet des Landkreises Sternberg förmlich in das Deutsche Reich eingegliedert und kam zum Verwaltungsbezirk der Sudetendeutschen Gebiete unter dem Reichskommissar Konrad Henlein.
Sitz der Kreisverwaltung wurde die Stadt Sternberg.
Ab dem 15. April 1939 galt das Gesetz über den Aufbau der Verwaltung im Reichsgau Sudetenland (Sudetengaugesetz). Danach kam der Landkreis Sternberg zum Reichsgau Sudetenland und wurde dem neuen Regierungsbezirk Troppau zugeteilt.
Zum 1. Mai 1939 wurde eine Neugliederung der teilweise zerschnittenen Kreise im Sudetenland verfügt. Danach blieb der Landkreis Sternberg in seinen bisherigen Grenzen erhalten. Vom Landkreis Littau erhielt er den Gerichtsbezirk Littau (bis zur neuen Reichsgrenze) ohne die Gemeinden Andersdorf, Dittersdorf, Domstadtl, Seibersdorf und Siebenhöfen und vom Landkreis Olmütz-Land die Gemeinde Pohorsch und die Ortschaft Weska der Gemeinde Dollein. Die Gemeinden Andersdorf, Dittersdorf, Domstadtl, Seibersdorf und Siebenhöfen wurden dem Landkreis Bärn zugeteilt.
Bei diesem Zustand blieb es bis zum Ende des Zweiten Weltkriegs.

### Tschechoslowakei / Tschechische Republik
Seit 1945 gehörte das Gebiet zunächst wieder zur Tschechoslowakei. Heute ist es ein Teil der Tschechischen Republik.

## Landräte
1939–1945: Ekkehard Geib (* 1909)

## Kommunalverfassung
Bereits am Tag vor der förmlichen Eingliederung in das Deutsche Reich, nämlich am 20. November 1938, wurden alle Gemeinden der Deutschen Gemeindeordnung vom 30. Januar 1935 unterstellt, welche die Durchsetzung des Führerprinzips auf Gemeindeebene vorsah. Es galten fortan die im bisherigen Reichsgebiet üblichen Bezeichnungen, nämlich statt:
- Ortsgemeinde: Gemeinde,
- Marktgemeinde: Markt,
- Stadtgemeinde: Stadt,
- Politischer Bezirk: Landkreis.

## Ortsnamen
Es galten die bisherigen Ortsnamen weiter, und zwar in der deutschösterreichischen Fassung von 1918.
1943 wurden die Gemeinden Oberlangendorf und Unterlangendorf, Markt zur neuen Gemeinde Marktlangendorf zusammengeschlossen.

## Städte und Gemeinden
(Einwohner 1930/1939)

### Städte
1. Mährisch Neustadt (4.738/4.442)
2. Sternberg (12.608/12.141)

### Märkte
1. Deutsch Hause (1.366/1.286)
2. Giebau (1.553/1.534)
3. Meedl (1.408/1.358)
4. Unterlangendorf (1.766/1.733)

### Gemeinden
1. Aichen (264/239)
2. Allhütten (1.781/2.477)
3. Augezd (1.258/1.231)
4. Babitz (585/534)
5. Bladowitz (748/678)
6. Böhmisch Liebau (808/751)
7. Deutsch Lodenitz (681/679)
8. Deutschlosen (341/313)
9. Dittersdorf (221/233)
10. Dörfl (165/152)
11. Dohle (395/348)
12. Domeschau (504/540)
13. Einoth (395/386)
14. Gobitschau (163/166)
15. Grätz (399/369)
16. Haukowitz (174/181)
17. Hliwitz (424/405)
18. Karle (140/133)
19. Königlosen (411/443)
20. Komarn (187/190)
21. Krokersdorf (138/139)
22. Lepinke (377/369)
23. Lippein (228/211)
24. Luschitz (555/442)
25. Markersdorf (613/574)
26. Mauzendorf (260/226)
27. Moskelle (389/394)
28. Neuhof (97/83)
29. Neuschloß (49/81)
30. Oberlangendorf (558/592)
31. Oskau (921/837)
32. Passek (1.414/1.054)
33. Petersdorf (393/416)
34. Pinkaute (390/346)
35. Pinke (442/426)
36. Pirnik (397/407)
37. Pissendorf (366/339)
38. Pohorsch (602/668)
39. Pudelsdorf (215/197)
40. Ribnik (440/441)
41. Rietsch (263/265)
42. Salbnuß (293/291)
43. Schönwald (1.639/1.595)
44. Schröffelsdorf (145/154)
45. Sperberdorf (92/87)
46. Staadl (179/157)
47. Stachendorf (84/89)
48. Storzendorf (190/195)
49. Treublitz (1.082/1.101)
50. Trübenz (434/403)
51. Wächtersdorf (301/268)
52. Waldheim (304/306)
53. Weska (368/327)
54. Zeschdorf (295/277)